# 支付意愿
支付意愿（簡稱WTP）是一個消費者為了購買一單位的商品，所願意支付的最高價格。支付意愿也與經濟學觀點上的保留價格概念相符。而有若干的研究者將支付意愿的概念化為一個範圍。
根據建構式偏好的觀點，消費者的支付意愿是一個對背景環境敏感的結構；意思是，一個消費者的對於某樣商品的支付意愿，取決於具體的決策背景。舉例來說，消費者在購買一瓶軟性飲料時，於一個高級的旅館裡頭的支付意愿通常有比起只是一個海灘邊的酒吧或者地方上的零售商店還要來得高的傾向。